# Dihl
Dihl is een Duits historisch merk van motorfietsen.
De bedrijfsnaam was: Dihl Motoren AG, Berlin.
Dihl was een van de honderden kleine Duitse bedrijven die in 1923 motorfietsen gingen produceren, waarmee ze wilden voldoen aan de vraag naar goedkope vervoermiddelen in Duitsland, dat door een grote inflatie was getroffen. De meeste van deze bedrijven konden goedkoop produceren door inbouwmotoren van andere merken in te kopen, maar Dihl ontwikkelde en bouwde zelf 125-, 150- en 269cc-tweetaktmotoren. Dat maakte de productie duurder en het was moeilijk te concurreren met tientallen andere merken in de regio Berlijn. Dihl hield het dan ook niet lang vol: al in 1924 eindigde de motorfietsproductie. De meeste andere merken hielden het niet veel langer vol, want in 1925 verdwenen ruim 150 Duitse motorfietsmerken van de markt.